# Джексон, Филип
Фи́лип Дже́ксон (англ. Philip Jackson; 18 июня 1948, Ретфорд, Ноттингемшир) — английский актёр, известный как исполнитель роли инспектора Джеппа в телесериале «Пуаро Агаты Кристи».

## Биография
Окончил Бристольский университет, по профессии актёр. Снимался в ряде сериалов («Плечо к плечу», «Робин из Шервуда», «Последний Салют», «Чёрный кэб» и др.) и художественных фильмов («Врач и дьяволы», «Высокие надежды», «Последний танец», «Свой парень», «Опиумная война», «Кузина Бетти» и др.). В 1999 году был номинирован на Премию Гильдии киноактёров США в категории «Лучший актёрский состав в игровом кино» за роль Джорджа в комедии «Голосок».
В 1988 году был выбран на роль инспектора Джеппа для съёмок сериала «Пуаро Агаты Кристи». Играл этого персонажа и во всех других сериях сериала с участием героя. Особенность образа созданного Джексоном — характер среднего англичанина-полицейского, профессионала в своём деле (особенно по борьбе с оборотом наркотиков), не лишённого человеческой теплоты, несколько грубоватого в силу специфики работы и поначалу немного несерьёзно относящегося к Пуаро, но впоследствии очень дорожащего своей дружбой с ним.